# Kip Noll
Kip Noll fue un modelo de revista y actor pornográfico gay estadounidense, activo en las décadas de 1970 y 1980.
Noll, que era un surfista de espíritu libre y musculoso, alcanzó un estatus icónico en la cultura gay recién liberada de finales de los setenta y principios de los ochenta.  Después de ser introducido en la industria del cine pornográfico gay, se asoció estrechamente con el director William Higgins, quien hizo que Noll apareciera por primera vez en algunas películas de cine mudo en 1977. Noll fue elegido como el supuesto hermano menor del actor Bob Noll, y rápidamente se convirtió en el actor popular "Noll".  Después de su éxito en el video, se presentaron varios otros modelos no relacionados como sus hermanos: Scott, Jeff y Mark Noll. A principios de la década de 1980, Kip Noll se había convertido en una de las primeras superestrellas de la industria del porno gay, además de ser un artista habitual en el "D.C. Follies".

## Videografía
- The Best Of Kip Noll (Catalina Video) con Derrick Stanton, Scott Taylor, Jack Burke, Jeremy Scott, Rick, Mark Brennan.

- Boys of Venice (Catalina Video) con Derrick Stanton, Scott Taylor, Eric Ryan , Emanuelle Bravos, Clay Russell, Butch McLester, Guy da Silva, Johnny Stone, Jimmy Young y Darla Lee.

- Brothers Should Do It (Catalina Video) con Jon King, J.W. King, Derrick Stanton, Jack Burke, Giorgio Canali y Jamie Wingo. Dirigida por William Higgins.

- Catalina Orgies Vol. 2 (Catalina Video) con Tom Brock, Dean Chasen, Jay Hawkins, Eric Radford, Ricki Benson, Mark Scott Solo, Sergio Canali, Dan Ford, Larry Richards, Tim Richards, Perry Field, Ben Barker, Rob Stevens, Jim Taylor, Rick Brennan, Mike Brennen y Chris Henderson.

- Directors Best: William Higgins Vol. 2 (Catalina Video) con Emmanuelle Bravos, Rob Stevens, Jon King, Lee Marlin, Rick Lindley, Derrick Stanton y Guy DeSilva.

- For You #6 con los cinco "hermanos" Noll en una película: Bob Noll, Kip Noll, Jeff Noll, Mark Noll, Scott Noll y Kourey Mitchell y Steve York.

- Kip Noll & the Westside Boys (Catalina Video) con Ben Barker, Rob Stevens, Jim Taylor, Rick Brennan, Mike Brennen y Chris Henderson. Dirigida por William Higgins

- Kip Noll Superstar (Catalina Video) con Emanuelle Bravos, Rick & Mike Brennen, Jack Burke, Jeremy Scott, Derrick Stanton y Jon King.

- Try to Take It (Falcon Video Pac 51) con Guillermo, Dick Fisk, Frank, Todd Parker y Bill Eld.

- Wild Young Fuckers (Catalina Video) con John Rocklin, Jeff Quinn, Matt Ramsey, Scott Roberts, Paul Madison, Lance Whitman, Derrick Stanton, Michael Christopher, Mike Dean, Rick Kennedy, Mike Gibson, John Von Crouch, Sparky Ames, Bobby Madison , Giorgio Canali, Todd Johnson, Troy Richards, Steven Richards, Mike Henson, Kevin Williams y John Davenport. Dirigida por William Higgins.

- Young Men of the 80's Vol. 4 (Catalina Video) con Derrick Stanton.

- Class of 84 dirigida por William Higgins.

- Cuming of Age

- Grease Monkeys

- Room Mates

- Pacific Coast Highway